# Olympische Sommerspiele 2012/Schwimmen – 200 m Schmetterling (Frauen)
Der Wettbewerb über 200 Meter Schmetterling der Frauen bei den Olympischen Spielen 2012 in London wurde am 31. Juli und 1. August 2012 im London Aquatics Centre ausgetragen. 28 Athletinnen nahmen daran teil.
Es fanden vier Vorläufe statt. Die 16 schnellsten Schwimmerinnen aller Vorläufe qualifizierten sich für die beiden Halbfinals, die am gleichen Tag ausgetragen wurden. Für das Finale am nächsten Tag qualifizierten sich hier die acht schnellsten Starterinnen beider Läufe.
Abkürzungen:

WR = Weltrekord, OR = olympischer Rekord, NR = nationaler Rekord

ER = Europarekord, NAR = Nordamerikarekord, SAR = Südamerikarekord, ASR = Asienrekord, AFR = Afrikarekord, OZR = Ozeanienrekord

PB = persönliche Bestleistung, JWB = Jahresweltbestzeit

## Bestehende Rekorde
| Weltrekord         | Liu Zige ( Volksrepublik China) | 2:01,81 min | Jinan, Volksrepublik China  | 21. Oktober 2009 |
| Olympischer Rekord | Liu Zige ( Volksrepublik China) | 2:04,18 min | Peking, Volksrepublik China | 14. August 2008  |

## Titelträger
| Olympiasieger | Liu Zige ( Volksrepublik China)     | 2:04,18 min | Peking 2008   |
| Weltmeister   | Jiao Liuyang ( Volksrepublik China) | 2:05,55 min | Shanghai 2011 |
| Europameister | Katinka Hosszú ( Ungarn)            | 2:07,28 min | Debrecen 2012 |

## Vorlauf

### Vorlauf 1
31. Juli 2012
| Platz | Name            | Nation            | Zeit        | Anmerkung |
| ----- | --------------- | ----------------- | ----------- | --------- |
| 1     | Ingvild Snildal | Norwegen          | 2:10,99 min | NR        |
| 2     | Andreina Pinto  | Venezuela         | 2:11,23 min | NR        |
| 3     | Sara Oliveira   | Portugal          | 2:11,54 min |           |
| 4     | Cheng Wan-jung  | Chinesisch Taipeh | 2:14,29 min |           |

### Vorlauf 2
31. Juli 2012
| Platz | Name                   | Nation     | Zeit        | Anmerkung |
| ----- | ---------------------- | ---------- | ----------- | --------- |
| 1     | Natsumi Hoshi          | Japan      | 2:08,04 min |           |
| 2     | Judit Ignacio Sorribes | Spanien    | 2:08,14 min |           |
| 3     | Mireia Belmonte        | Spanien    | 2:08,19 min |           |
| 4     | Choi Hye-ra            | Südkorea   | 2:08,45 min |           |
| 5     | Jessicah Schipper      | Australien | 2:08,74 min |           |
| 6     | Audrey Lacroix         | Kanada     | 2:09,25 min |           |
| 7     | Martina van Berkel     | Schweiz    | 2:12,25 min |           |
| 8     | Emilia Pikkarainen     | Finnland   | 2:13,81 min |           |

### Vorlauf 3
31. Juli 2012
| Platz | Name              | Nation             | Zeit        | Anmerkung |
| ----- | ----------------- | ------------------ | ----------- | --------- |
| 1     | Jiao Liuyang      | China              | 2:07,15 min |           |
| 2     | Katinka Hosszú    | Ungarn             | 2:07,75 min |           |
| 3     | Cammile Adams     | Vereinigte Staaten | 2:08,18 min |           |
| 4     | Martina Granström | Schweden           | 2:08,94 min |           |
| 5     | Ellen Gandy       | Großbritannien     | 2:09,92 min |           |
| 6     | Samantha Hamill   | Australien         | 2:11,07 min |           |
| 7     | Denisa Smolenová  | Slowakei           | 2:11,10 min |           |
| 8     | Joanna Maranhão   | Brasilien          | 2:13,17 min |           |

### Vorlauf 4
31. Juli 2012
| Platz | Name               | Nation             | Zeit        | Anmerkung |
| ----- | ------------------ | ------------------ | ----------- | --------- |
| 1     | Kathleen Hersey    | Vereinigte Staaten | 2:06,41 min |           |
| 2     | Jemma Lowe         | Großbritannien     | 2:07,64 min |           |
| 2     | Zsuzsanna Jakabos  | Ungarn             | 2:07,79 min |           |
| 4     | Liu Zige           | China              | 2:08,72 min |           |
| 5     | Anja Klinar        | Slowenien          | 2:09,24 min |           |
| 6     | Otylia Jędrzejczak | Polen              | 2:09,33 min |           |
| 7     | Katerine Savard    | Kanada             | 2:11,05 min |           |
| 8     | Rita Medrano       | Mexiko             | 2:11,42 min |           |

## Halbfinale

### Lauf 1
31. Juli 2012
| Platz | Name               | Nation             | Zeit        | Anmerkung |
| ----- | ------------------ | ------------------ | ----------- | --------- |
| 1     | Jiao Liuyang       | China              | 2:06,10 min |           |
| 2     | Natsumi Hoshi      | Japan              | 2:06,37 min |           |
| 3     | Cammile Adams      | Vereinigte Staaten | 2:07,33 min |           |
| 4     | Katinka Hosszú     | Ungarn             | 2:07,69 min |           |
| 5     | Anja Klinar        | Slowenien          | 2:07,84 min |           |
| 6     | Jessicah Schipper  | Australien         | 2:08,21 min |           |
| 7     | Choi Hye-ra        | Südkorea           | 2:08,32 min |           |
| 8     | Otylia Jędrzejczak | Polen              | 2:13,09 min |           |

### Lauf 2
31. Juli 2012
| Platz | Name                   | Nation             | Zeit        | Anmerkung |
| ----- | ---------------------- | ------------------ | ----------- | --------- |
| 1     | Kathleen Hersey        | Vereinigte Staaten | 2:05,90 min |           |
| 2     | Mireia Belmonte        | Spanien            | 2:06,62 min |           |
| 3     | Zsuzsanna Jakabos      | Ungarn             | 2:06,82 min |           |
| 4     | Liu Zige               | China              | 2:06,99 min |           |
| 5     | Jemma Lowe             | Großbritannien     | 2:07,37 min |           |
| 6     | Martina Granström      | Schweden           | 2:07,83 min | NR        |
| 7     | Audrey Lacroix         | Kanada             | 2:08,00 min |           |
| 8     | Judit Ignacio Sorribes | Spanien            | 2:08,96 min |           |

## Finale
Mireia Belmonte erschwimmt die erste Medaille einer spanischen Schwimmerin. Gleichzeitig bedeutet ihre Silbermedaille die erste Medaille Spaniens in dieser Disziplin.

Die Zeit der Siegerin Jiao Liuyang ist die drittschnellste je geschwommene Zeit, die der Spanierin Belmonte die neuntschnellste.

Erstmals blieben alle Finalistinnen unter 2:08 Minuten.
1. August 2012, 20:12 Uhr MEZ
| Platz | Name              | Nation             | Zeit        | Anmerkung |
| ----- | ----------------- | ------------------ | ----------- | --------- |
| 1     | Jiao Liuyang      | China              | 2:04,06 min | OR        |
| 2     | Mireia Belmonte   | Spanien            | 2:05,25 min | NR        |
| 3     | Natsumi Hoshi     | Japan              | 2:05,48 min |           |
| 4     | Kathleen Hersey   | Vereinigte Staaten | 2:05,78 min |           |
| 5     | Cammile Adams     | Vereinigte Staaten | 2:06,78 min |           |
| 6     | Jemma Lowe        | Großbritannien     | 2:06,80 min |           |
| 7     | Zsuzsanna Jakabos | Ungarn             | 2:07,33 min |           |
| 8     | Liu Zige          | China              | 2:07,77 min |           |

## Bildergalerie

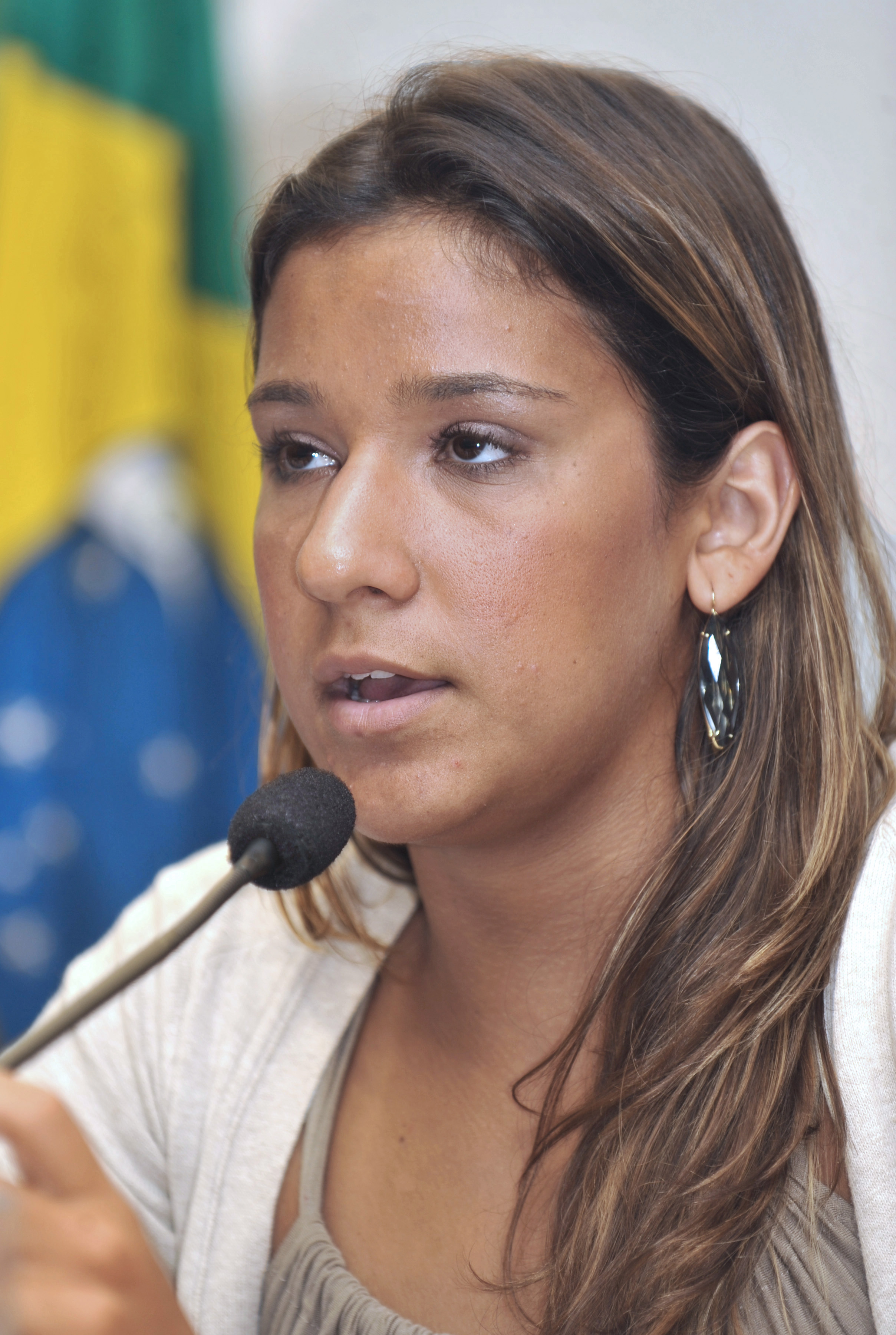
Birgit Joanna Maranhão (BRA) scheitert im Vorlauf
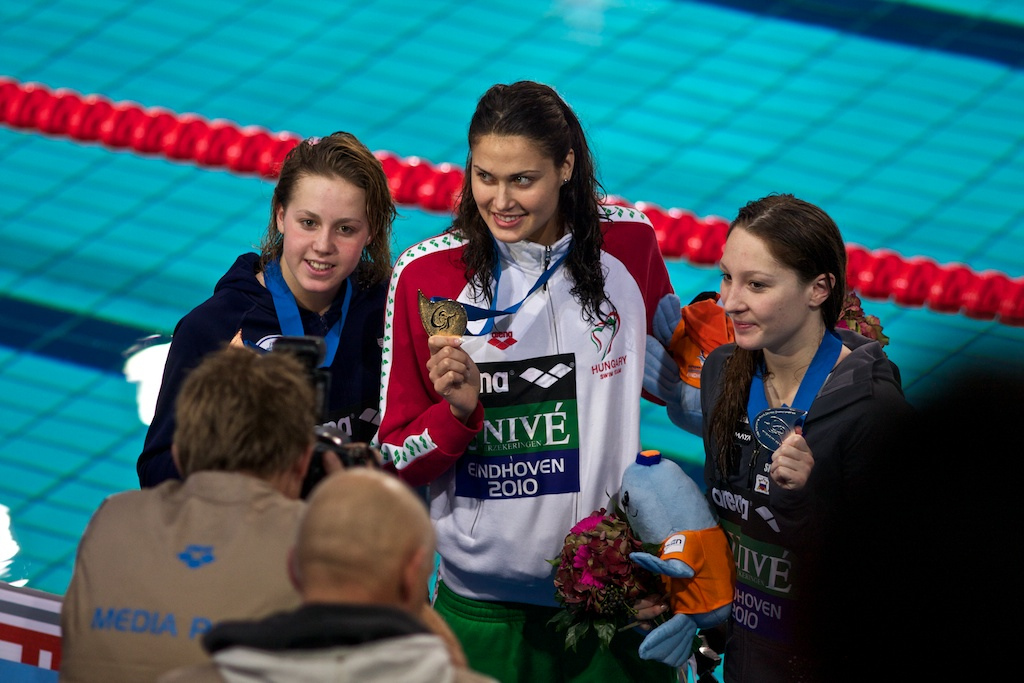
Zsuzsanna Jakabos (HUN), hier bei der Kurzbahn-WM 2010 (Mitte), wird im Finale Siebte;Anja Klinar (SLO) (rechts) scheidet im Halbfinale aus